# Hamataliwa nigritarsa
Hamataliwa nigritarsa là một loài nhện trong họ Oxyopidae.
Loài này thuộc chi Hamataliwa. Hamataliwa nigritarsa được Elizabeth Bangs Bryant miêu tả năm 1948.